# La mujer prohibida (telenovela de 1972)
La Mujer Prohibida, concebida por el escritor argentino Manuel Muñoz Rico, fue una obra que inauguró el horario de las 9:00 p. m. para las telenovelas en Venevisión y en la televisión venezolana. Dado su éxito, institucionalizó que este género se quedara a esta hora. Fue un ejemplo de telenovela que dejaba de lado lo rosa para explorar regiones más oscuras de la psiquis humana.

## Elenco
- Ada Riera ... Virginia Galván
- Martín Lantigua ... Marcos Villena
- Humberto García ... Cristian Villena
- Amelia Román ... La Waica
- Jose Torres ... Juancho
- Gioia Lombardini ...Deborah, novia de Cristian Villena
- Luis Abreu ... Dr. amigo de Cristian Villena
- Haydée Balza ... Yajaira
- Jesús Maella ... Hilario Galván
- Mary Soliani ... Chimbela
- Martha Lancaste ... La Chepa
- Ingrid Gil ... Lupita
- Hector Cabrera ... Padre Damasco
- Norah Zurita ... Gisela
- Mario Brito (Lotario) ... Yaco, mayordomo
- Octavio Diaz ... Augusto Casas, teniente
- Heriberto Escalona ... Eduardo Salinas, sargento
- José Oliva ... Capitán Morales

## Versiones
- La mujer prohibida, telenovela venezolana-española hecha entre 1991 y 1992, por la cadena televisiva Venevisión. original de Manuel Muñoz Rico y adaptada por Alberto Gómez, fue protagonizada por el mexicano Andrés García, Mayra Alejandra, siendo el regreso triunfal de esta actriz. Junto a Tatiana Capote, y Fernando Carrillo,